# Mohamed Radouane
Mohamed Radouane, né le 25 juillet 2007 à M'diq (Maroc), est un footballeur marocain jouant au poste de milieu de terrain au Fath US.

## Biographie

### En club
Natif de M'diq, il intègre le Moghreb Atlético Tetuán avant de rejoindre le centre de formation du Fath Union Sports à Rabat. 
En février 2023, il prend part au tournoi Mohammed VI  de la catégorie U19 en tant que joueur titulaire. Dans la phase de groupe, il est titularisé face au PSV Eindhoven et le Real Sociedad. Il parvient à éliminer le Rangers FC en quarts de finale grâce à une victoire de 2-1. Le Fath US atteint la finale du tournoi face à l'AS Génération Foot, qui remporte finalement le tournoi,.

### En sélection
Radouane est appelé par Saïd Chiba en sélection des moins de 17 ans à l'occasion de la CAN des moins de 17 ans qui a lieu au printemps 2023 en Algérie,, dans un contexte de fortes tensions et incertitudes liées aux relations compliquées entre les deux voisins maghrébins,. 
Titulaire tout du long de la compétition, il se qualifie pour la Coupe du monde grâce à une victoire de 3-0 contre l'Algérie -17 ans,,. Il s'impose ensuite en demi-finale face au Mali pour atteindre la finale du tournoi,.Titulaire également en finale de la compétition face au Sénégal, les Marocains mènent au score avant que les Sénégalais reviennent au score à Alger (défaite, 2-1),.

## Palmarès

### En club
- Fath Union Sports
  - Tournoi Mohammed VI (U19)
    -  Finaliste en 2023[4]

### En sélection
- Maroc -17 ans
  - Coupe d'Afrique des nations
    -  Finaliste en 2023